# Денц, Нико
Нико Денц (нем. Nico Denz; род. 15 февраля 1994, Вальдсхут-Тинген, земля Баден-Вюртемберг, Германия) — немецкий профессиональный шоссейный велогонщик, выступающий c 2015 года за команду «AG2R Citroën».

## Достижения
2011
3-й на Чемпионате Германии среди юниоров в групповой гонке
3-й на Чемпионате Германии на треке среди юниоров в командной гонке преследования
2013
2-й — Tour du Canton de Bourg-de-Péage
1-й — Prix des Vins Nouveaux
2014
1-й в генеральной классификации Tour de l'Ardèche Méridionale
1-й на этапе 2
1-й — Tour du Canton de Bourg-de-Péage
1-й — Trophée des Champions
2-й в генеральной классификации Tour de Moselle
2015
3-й GP du Pays d'Aix
7-й в генеральной классификации Tour des Pays de Savoie
3-й на Чемпионате Германии среди молодёжи (U-23) в групповой гонке
1-й в генеральной классификации Grand Prix de Cours-La-Ville
2016
4-й — Гран-при Шоле — Земли Луары (GP Chôlet — Pays de Loire)
2017
1-й  в горной классификации Этуаль де Бессеж
2018
1-й - Тур Вандея
8-й - Ле-Самен
9-й - Чемпионат Европы в групповой гонке

### Гранд-туры
| Гонка           | 2017 | 2018 | 2019 |
| --------------- | ---- | ---- | ---- |
| Джиро д'Италия  | —    | 62   |      |
| Тур де Франс    | —    | —    |      |
| Вуэльта Испании | НФ   | —    |      |

| —  | Не участвовал  |
| НФ | Не финишировал |